# 田坝乡 (镇巴县)
田坝乡是中国陕西省汉中市镇巴县下辖的一个乡。

## 行政区划
田坝乡下辖以下行政区：
田家坝村、金竹村、桥沟村、米家坝村、金针坝村、茶垭村、小里沟村、继丰村